# جو هوارث (سياسي)
جو هوارث (بالإنجليزية: Joe Howarth)‏ هو سياسي أمريكي، ولد في 27 أغسطس 1955. حزبياً، نشط في الحزب الجمهوري. وقد انتخب Burlington County Board of County Commissioners ‏.